# Phoma flavigena
Phoma flavigena är en lavart som beskrevs av Constant. & Aa 1982. Phoma flavigena ingår i släktet Phoma, ordningen Pleosporales, klassen Dothideomycetes, divisionen sporsäcksvampar och riket svampar.   Inga underarter finns listade i Catalogue of Life.